# La isla del doctor Moreau
La Isla del Doctor Moreau es una novela de ciencia ficción escrita por H. G. Wells en 1895, introduciendo ideas de sociedad y comunidad, naturaleza e identidad humanas, el jugar a ser Dios y el darwinismo.

## Contexto social de la época
Cuando la novela fue escrita a fines del siglo XIX, la comunidad científica de Reino Unido estaba sumida en los debates sobre la vivisección de animales. Incluso ciertos grupos de interés, formaron, para abordar la cuestión, la "Unión Británica para la Abolición de la Vivisección", constituida dos años después de la publicación de la novela. La novela recibió duras críticas por el periodismo de la época, siendo calificada de "morbosa" y "sensacionalista", acusada de ofender a la "decencia" y el "sentido común" de la sociedad, o de faltar a la verosimilitud científica por considerar posible en biología la "manufacturación de monstruos", lo que lo relaciona con el tema de la "ingeniería genética".

## Resumen de la novela
La trama se inicia cuando el protagonista, un caballero de clase alta llamado Edward Prendick, naufraga en el océano. Un barco que pasa lo sube a bordo, donde un médico llamado Montgomery lo reanima. Montgomery le cuenta a Prendick que se dirigen a una isla sin nombre donde trabaja, y que los animales del buque viajan con él. Prendick también conoce a un nativo grotesco y bestial llamado M'ling, que parece ser el siervo de Montgomery. 
Cuando llegan a la isla, sin embargo, tanto el capitán del buque como el Doctor Montgomery se niegan a llevarse a Prendick con ellos, con el buque varado. La tripulación lo deja de nuevo en el bote salvavidas del cual fue rescatado, pero viendo que en el barco realmente tenían intención de abandonarlo, los isleños sienten lástima y terminan volviendo por él. Montgomery le presenta al Doctor Moreau, un frío y preciso hombre que lleva a cabo investigaciones en la isla. Después de descargar a los animales del barco, llevan a Prendick a una habitación exterior del recinto en el que viven. Prendick siente una gran curiosidad por la naturaleza exacta de las investigaciones de Moreau en la isla, especialmente después de que le impidan el acceso a la parte interior del recinto sin explicarle por qué. Prendick de repente recuerda que había oído hablar de Moreau, que había sido un eminente fisiólogo en Londres antes de que un periodista expusiera sus horripilantes experimentos de vivisección. 
Al día siguiente, Moreau se pone a trabajar con un puma, y Prendick se va a la selva para dejar de oír sus gritos angustiados. Paseando, se encuentra con un grupo de personas que se parecen a los humanos pero que tienen un inconfundible parecido con los cerdos. Mientras camina de vuelta al recinto, se da cuenta de que lo están siguiendo. Entra en pánico y huye, y en un desesperado intento por defenderse deja aturdido a su atacante, un monstruoso híbrido entre hombre y animal. Cuando regresa a casa y le pregunta a Montgomery acerca de lo que ha visto, este se niega a responderle. Incapaz de obtener una explicación, Prendick finalmente cede y se duerme.
Prendick despierta a la mañana siguiente con las actividades de la noche anterior frescas en la mente. Viendo la puerta interior desbloqueada, entra en el recinto, donde encuentra una forma humanoide vendada sobre la mesa antes de ser echado por un conmocionado y enojado Moreau. Entonces siente el temor de que Moreau se dedique a viviseccionar seres humanos y de que él sea el próximo. Por eso, huye hacia la jungla, donde se encuentra con un hombre mono que le lleva a una colonia de seres medio humanos y medio animales. El líder del grupo, un gran ser gris llamado el Predicador de la Ley, le recita una extraña letanía llamada La Ley, que implica prohibiciones contra el comportamiento animal y elogios hacia Moreau. De repente, Moreau irrumpe en la colonia y Prendick escapa a la selva. Llega al océano, donde planea ahogarse antes que permitir que Moreau experimente con él.
Moreau y Montgomery lo encuentran. Moreau le explica que las criaturas que ha visto, el pueblo-bestia, son animales que él mismo ha viviseccionado para que se parezcan a los seres humanos. Prendick regresa entonces al recinto, donde Moreau le explica que lleva once años en la isla, tratando de lograr una transformación completa de animales en humanos. Aparentemente, la única razón por la que inflige dolor es la curiosidad científica. Prendick acepta la explicación. 
Un día, cuando él y Montgomery están paseando por la isla, ven a un conejo medio comido. Comer carne y beber sangre son una de las prohibiciones más fuertes de La Ley, por lo que Montgomery y Moreau vuelven muy preocupados. Moreau reúne una asamblea de hombres-bestia, e identifica al hombre-leopardo (el mismo que persiguió a Prendick la primera vez que vagaban por la selva) como al transgresor. El hombre-leopardo huye, pero cuando el grupo consigue acorralarlo, Prendick siente lástima y le dispara para evitarle el retorno a la mesa de operaciones de Moreau. Moreau está furioso, pero no puede hacer nada al respecto.
Con el paso del tiempo, Prendick comienza a acostumbrarse a las grotescas bestias. Un día, sin embargo, se ve sacudido de su rutina, cuando el puma se escapa de los laboratorios. Moreau lo persigue, pero se acaban matando mutuamente. Montgomery se desmorona, y tras emborracharse, decide darle alcohol a los hombres-bestia. Prendick trata de detenerlo, pero Montgomery lo amenaza con violencia y abandona el recinto solo y con una botella en la mano. Avanzada la noche, Prendick oye un gran ajetreo fuera, mira y ve a Montgomery rodeado de bestias. Montgomery muere ante Prendick, que es ahora el último de los humanos en la isla. Sin embargo, no trata de reclamar el trono vacante de Moreau en la isla, sino que se consigue un lugar donde vivir entre las bestias, que entran en regresión al animalismo. Intenta construir una balsa con la que tiene la intención de abandonar la isla. Por suerte, con el tiempo una barca con dos cadáveres encalla en la playa. Prendick junta suministros y zarpa a la mañana siguiente.
Tres días más tarde es recogido por un buque, pero cuando cuenta su historia la tripulación piensa que está loco. Para evitar ser tenido por loco, finge no recordar nada del año que pasó entre el primer naufragio y su rescate final. De vuelta en Inglaterra, sin embargo, se encuentra con que se siente incómodo viviendo entre otros seres humanos, porque tiene la sospecha irracional de que todos ellos son hombres-bestia en peligro de repentinas y violentas regresiones al animalismo. Por ello, se va a vivir en soledad, consagrándose al estudio de la química y la astronomía, lo que le permite hallar la paz en los cuerpos celestes.

## Temáticas principales de la novela
Evolucionismo: “jugar a ser Dios” y la ética científica.
El contexto social de la obra es el del darwinismo. Con la publicación de El origen de las especies (1859), Darwin puso de manifiesto que, en efecto, había saltos entre especies. Sin embargo, estos saltos no se dan de manera brusca y rápida, sino gradual. Asimismo, dio cuenta de la ascendencia común: para Darwin varias especies relacionadas se remontan a un ancestro del que derivaron ramificándose. Lo que sucede es que los seres vivos habrían evolucionado (gradualmente) con el paso del tiempo y todas ellas estaban vinculadas a un origen común. Esto nos hace ver que, como seres humanos, ya no somos privilegiados al proceder de la creación divina, sino de un proceso evolutivo, donde nuestros más inmediatos antepasados son los primates.
En La Isla del doctor Moreau, la teoría darwiniana ya se asume como cierta: se parte de ese evolucionismo tomado de forma natural. En la novela se ve cómo el doctor Moreau pretende forzar ese proceso, dirigirlo artificialmente: su proyecto consiste en humanizar a los animales. Por otra parte, en la obra se refleja cómo los hombres-bestia luchan por renunciar a sus instintos animales, pero en última instancia vuelven a ellos; el experimento de Moreau, en su intento de forzar una evolución artificial, tiene efectos regresivos en lugar de progresivos, lo que cuestiona la idea de que la ciencia y la "evolución controlada" siempre conducen a un progreso moral o humano.
Por otra parte, en la obra, el personaje del Doctor Moreau se caracteriza por el afán de jugar a ser Dios, sin ningún tipo de ética o juicio crítico de sus acciones. En él se observa la figura de un hombre que no lleva a cabo ninguna reflexión moral. Lo único que le importa es avanzar en su proyecto de investigación y los medios necesarios para ello, aun siendo deleznables, se emplean sin escrúpulos ni miramientos. Así lo expresa él: "Hasta ahora nunca me habían preocupado los aspectos éticos de la cuestión. El estudio de la Naturaleza vuelve al hombre tan cruel como la propia Naturaleza. Yo he seguido adelante sin tener en cuenta nada más que la cuestión que perseguía, y el material ha ido…acumulándose en el interior de esas cabañas (...)" 
La cuestión de la ética científica está presente en todas las obras de Wells. Es una de sus principales preocupaciones, conduciendo a un cuestionamiento de la idea del progreso. ¿Es posible la ciencia sin ética? ¿Hasta qué punto podemos hablar  de progreso científico si no tenemos ninguna moral?  Wells se anticipó al futuro, pues estos planteamientos que vertebran todas sus obras llevarán a debates fundamentales en la ciencia y en la filosofía, tales como: la edición genética, la experimentación animal, el progreso, o las relaciones de poder y subordinación (extrapolables a la política).
Dimensión política: sociedad y comunidad
Son muchas las materias presentes en la novela que nos hacen entrever algunos elementos políticos. Por ejemplo, los monstruos creados por el Dr. Moreau podrían asemejarse a una “protosociedad” humana, en la que encontramos todos los ingredientes que poseen las convenciones: la ley, la moral, los gobernantes, un lugar desde el cual se ejerce el poder, etc. Por tanto, la isla del Dr. Moreau no sería sino otro ejemplo dentro de la larga lista de sociedades ficticias ideadas por pensadores como Tomás Moro (Utopía), Francis Bacon (La Nueva Atlántida) o Jean-Jacques Rousseau (Lettres sur la législation de la Corse). El mismo protagonista habla de esta sociedad de animales antropomorfos como una “parodia de la humanidad”.
Dentro de esta posible emulación de un sistema social, todos los personajes ocuparían un lugar: Los monstruos son el pueblo, que obedece las normas impuestas por el poder. Montgomery, por otro lado, es el brazo armado del poder, ejerciendo la represión contra los monstruos creados por el Dr. Moreau. Y este último es la expresión máxima del poder: él es quien enuncia la ley y la hace cumplir en base a su figura omnipotente (lo cual tiene nexos evidentes con el culto a las personalidades políticas que se sucedieron en Occidente durante la primera mitad del siglo XX). Prendick, por su parte, haría referencia al extranjero que naufraga en tierras extrañas y que tiene que acomodarse a la forma de vida autóctona para sobrevivir.
Todo este esquema social está posiblemente inspirado en la teoría política del filósofo inglés Thomas Hobbes. Los hombres (en este caso, los animales), se agreden y devoran unos a otros en el estado de naturaleza. Reina, por tanto, una inseguridad vital. Para evitar la barbarie, surge entonces un mandatario todopoderoso o Leviatán (en este caso, el Dr. Moreau) que restringe sus impulsos primarios y los fuerza a vivir en sociedad.
Dimensión antropológica y ontológica: la naturaleza e identidad humanas.
Una de las cuestiones que está de fondo durante toda la obra es la de la identidad humana: ¿qué significa ser un ser humano y cuál es su posición dentro del mundo de la vida? Las nuevas preguntas que hacía el evolucionismo de la época invitaban a reavivar este debate, transversal a toda la historia del pensamiento, por otra parte. Si, por un lado, la Isla del Dr. Moreau puede entenderse como una imagen de lo que somos como sociedad, también puede, por otro lado, ser entendida como una reflexión sobre lo que nos hace humanos en un sentido amplio, ya que el propio Dr. Moreau ha dedicado toda una vida de investigación a dar con aquel elemento diferenciador; es decir, aquello que, añadido a la mera existencia animal, la convertiría en existencia humana.
La pregunta no es menor, ya que conocer la naturaleza humana es crucial para la organización de la propia vida. Por ello, importantes filósofas de la moral como Adela Cortina no han dejado de apoyarse en el relato de Wells para sustentar el desarrollo de sus teorías éticas. En Ética de la razón cordial (2007), Adela Cortina utiliza La Isla del Dr. Moreau para estructurar su obra. La pregunta que se hace es sencilla: “¿por qué fracasa el proyecto del Dr. Moreau?”. Para responderla, acude a algunas de las grandes teorías éticas de la historia de la filosofía y, por un lado, a) señala el motivo de dicho fracaso desde el punto de vista de las sucesivas corrientes filosóficas que utiliza, mientras que por otro lado, b) critica las incompletudes de cada una de esas teorías filosóficas desde la suya propia. El hilo argumental es el siguiente: a) desde el punto de vista de  autores como Maquiavelo o Hobbes, los animales no se comportan como humanos porque no ven una ganancia directa en ello, b) atendiendo a autores sentimentalistas como Hume, Smith o Mill, el fracaso de Moreau se debería a que no lograron desarrollar “sentimientos sociales” como la simpatía o el afán de reputación, c) desde autores como Kant, se podría decir que no logran comportarse como seres humanos porque no alcanzan a saber qué significa aquello de ser hombre o por qué es valioso serlo, además de porque no son capaces de darse a sí mismos su propia ley (autonomía), d) para la tradición de los valores de Scheler y Hartmann, los animales siguen siendo animales porque son incapaces de estimar valores y e) desde éticas comunicativas como las de Apel y Habermas, las criaturas, al carecer de un vínculo comunicativo y ser incapaces de exigir argumentos, están abocadas al fracaso. Esta aproximación negativa a la definición de la naturaleza humana realizada por Cortina al hilo de la obra de Wells es reveladora, ya que permite, manteniendo la pregunta abierta,  adentrarse en una cuestión antropológica y ontológica sobre la esencia de lo que significa ser humano, cuestión que Wells enfrenta de lleno en su novela.

## Adaptaciones
La novela fue adaptada al cine en varias ocasiones:
- L'ille d'Epouvante (1913), película muda dirigida por Joe Hamman en 1911.
- Island of Lost Souls (1933), con Charles Laughton y Bela Lugosi.
- Terror is a Man (1959), con Francis Lederer, Greta Thyssen y Richard Derr.
- The Island of Doctor Agor (1971), dirigida, adaptada y protagonizada por Tim Burton.
- The Twilight People (1972), con John Ashley.
- The Island of Dr. Moreau (1977), con Burt Lancaster y Michael York. Ésta fue adaptada a una novela por Joseph Silva y publicada por Ace.
- The Island of Dr. Moreau (1996), con Marlon Brando y Val Kilmer.

### Otras versiones
- En el episodio 17 de la quinta temporada de la serie animada X-Men, titulado "Family Ties", existe una referencia a la novela; en este caso la isla es una montaña y el doctor Moreau es un mutante.
- Se hizo una parodia del libro en la serie de dibujos animados Los Simpson, en el episodio "Treehouse of Horror XIII", con el doctor Hibbert como el doctor Moreau.
- En la serie animada de Batman existe un capítulo titulado "Tyger, Tyger" (en español "Tigre, tigre"), el cual tiene varias referencias a La isla del doctor Moreau.
- En la serie animada Coraje, el perro cobarde existe un capítulo en el que el doctor Moreau es un hombre gato y transforma a los humanos en hombres máquina.
- En la tercera temporada de la serie de ciencia ficción Orphan Black el libro juega un importante papel por contener la clave del Profesor Duncan, que incluye, entre tantas cosas, información crucial para la clonación humana. En la cuarta y quinta temporadas de la serie, la isla existe y juega un papel fundamental en la trama.
- Los seguidores furry consideran a la novela parte de su género, a pesar de que el argumento dista mucho de lo que es el movimiento.[6]
- El doctor Moreau aparece como uno de los pilotos en el videojuego Goddess Kiss, desarrollado para Android.[7]
- El anime Killing Bites toma como premisa la existencia de "hombres bestias" para su desarrollo.
- La trilogía Naturaleza Salvaje cuenta la historia de la hija del Dr. Moreur, Juliet Moreur, y su pelea constante con las investigaciones de su padre.